# Stara Huta (Silésie)
Pour les articles homonymes, voir Stara Huta.
Stara Huta est une localité polonaise de la gmina de Koziegłowy, située dans le powiat de Myszków en voïvodie de Silésie.